# Firmin Le Bourhis
Pour les articles homonymes, voir Le Bourhis.
Firmin Le Bourhis est un auteur français de romans policiers né  le 18 mai 1950 à Kernével (commune de Rosporden) dans le Finistère et mort le 21 avril 2018 à Châteauroux (Indre),

## Biographie
Cadre commercial de banque, il exerce à Concarneau, dans différentes villes du Grand Ouest, dans le Limousin puis à Châteauroux. Il se retire à Concarneau où il se consacre à la lecture et à l'écriture.
En 2000, il publie un premier roman, Quel jour sommes-nous ?, qui a pour thème la maladie d'Alzheimer dont a été victime son père. La même année, il se lance dans le roman policier avec La neige venait de l'Ouest, premier titre d'une série policière d'une trentaine de romans consacrés aux enquêtes du capitaine François Le Duigou et du lieutenant Philippe Bozzi, deux policiers bretons. C'est François Lange, officier de police Quimpérois, qui le conseille. Ses droits d'auteur sont reversées à l'association France Alzheimer et maladies apparentées et à l'Association française des sclérosés en plaques.
Jusqu'à sa mort, Firmin Le Bourhis anime l'émission hebdomadaire Autour du livre sur les ondes de Radio Harmonie Cornouaille.

## Œuvre

### Romans

#### SérieLe Duigou et Bozzi
1. La neige venait de l'Ouest, éditions Bargain, 2000
2. Les Disparues de Quimperlé, éditions Bargain, 2002
3. La Belle Scaëroise, Double Affaire, tome 1, éditions Bargain, 2002
4. Étape à Plouay, Double Affaire, tome 2, éditions Bargain, 2003
5. Lanterne rouge à Châteauneuf-du-Faou, éditions Bargain, 2003
6. Coup de tabac à Morlaix, éditions Bargain, 2004
7. Échec et tag à Clohars-Carnoët, éditions Bargain, 2004
8. Peinture brûlante à Pontivy, éditions Bargain, 2005
9. En rade à Brest, éditions Bargain, 2005
10. Drôle de chantier à Saint-Nazaire, éditions Bargain, 2006
11. Poitiers, l'affaire du parc, éditions Bargain, 2007
12. Embrouilles briochines, éditions Bargain, 2007
13. La Demoiselle du Guilvinec, éditions Bargain, 2008
14. Jeu de quilles en pays guérandais, éditions Bargain, 2008
15. Concarneau, affaire classée, éditions Bargain, 2009
16. Faute de carre à Vannes, éditions Bargain, 2009
17. Gros gnons à Roscoff, éditions Bargain, 2010
18. Maldonne à Redon, éditions Bargain, 2010
19. Saint ou démon à Saint-Brévin-les-Pins, éditions Bargain, 2011
20. Rennes au galop, éditions Bargain, 2011
21. Ça se corse à Lorient, éditions Bargain, 2012
22. Hors-circuit à Châteaulin, éditions Bargain, 2012
23. Sans broderie ni dentelle, éditions du Palémon, 2013
24. Faites vos jeux !, éditions du Palémon, 2014
25. Enfumages, éditions du Palémon, 2014
26. Corsaires de l'Est, éditions du Palémon, 2015
27. Zones blanches, éditions du Palémon, 2015
28. Ils sont inattaquables, éditions du Palémon, 2016
29. Dernier vol Sarlat-Dinan, éditions du Palémon, 2016
30. Hangar 21, éditions du Palémon, 2017
31. L'Inconnue de l'archipel, éditions du Palémon, 2017
32. Le Retour du Chouan, éditions du Palémon, 2018
33. Le Gréement de Camaret, éditions du Palémon, 2018

#### SérieMenaces
- Attaques sur la capitale, éditions du Palémon, 2015
- Tel le Phénix, éditions du Palémon, 2016
- Pas de paradis pour les lanceurs d'alerte, éditions du Palémon, 2017

#### Autre roman
- Quel jour sommes-nous ? : la maladie d'Alzheimer jour après jour, éditions Chiron, 2000

### Autre publication
- Rendez-vous à Pristina : récit de l'intervention humanitaire, éditions Chiron, 2001